# Nana del Triangle II
La Nana del Triangle II, Triangle II (Tri II o Laevens 2) és una galàxia nana a prop de la Via Làctia. Conté només 1000 estrelles, però és força massiu, amb una relació massa/lluminositat de 3600. Això és una massa inusualment alta per una galàxia tan petita.
La distància del centre de la Via Làctia és 26 kpc (85 k.a.l.). La lluminositat és 450 voltes la del Sol. Això la converteix en una de les galàxies més poc conegudes. El radi de llum 2D és de 34 pcs (110 l). La galàxia va ser descoberta en imatges preses per Pan-STARRS per Benjamin P. M. Laevens el 2015.
Triangle II és un candidat per detectar les WIMP com a font de matèria fosca.